# Sainte-Croix (Dordogne)
Sainte-Croix egy település Franciaországban, Dordogne megyében. Lakosainak száma 85 fő (2022. január 1.). Sainte-Croix Saint-Avit-Sénieur, Montferrand-du-Périgord, Saint-Romain-de-Monpazier, Lolme, Rampieux, Beaumontois-en-Périgord és Labouquerie községekkel határos.

## Népesség
A település népessége az elmúlt években az alábbi módon változott:
| Lakosok száma | 113  | 84   | 94   | 94   | 87   | 87   | 87   | 88   | 88   | 85   |
|               | 1968 | 1982 | 1990 | 2006 | 2013 | 2015 | 2017 | 2019 | 2020 | 2022 |